# Murraysville
Murraysville és una concentració de població designada pel cens dels Estats Units a l'estat de Carolina del Nord. Segons el cens del 2000 tenia 7.279 habitants.

## Demografia
Segons el cens del 2000, Murraysville tenia 7.279 habitants, 2.896 habitatges i 2.079 famílies. La densitat de població era de 244,4 habitants per km².
Dels 2.896 habitatges en un 37,6% hi vivien nens de menys de 18 anys, en un 58,5% hi vivien parelles casades, en un 10,5% dones solteres, i en un 28,2% no eren unitats familiars. En el 20,4% dels habitatges hi vivien persones soles el 3,2% de les quals corresponia a persones de 65 anys o més que vivien soles. El nombre mitjà de persones vivint en cada habitatge era de 2,51 i el nombre mitjà de persones que vivien en cada família era de 2,91.
Per edats la població es repartia de la següent manera: un 25,8% tenia menys de 18 anys, un 8,1% entre 18 i 24, un 41,6% entre 25 i 44, un 18,6% de 45 a 60 i un 6% 65 anys o més.
L'edat mediana era de 31 anys. Per cada 100 dones de 18 o més anys hi havia 90,5 homes.
La renda mediana per habitatge era de 45.815 $ i la renda mediana per família de 50.120 $. Els homes tenien una renda mediana de 32.928 $ mentre que les dones 25.092 $. La renda per capita de la població era de 19.477 $. Entorn del 7,5% de les famílies i el 9,7% de la població estaven per davall del llindar de pobresa.

## Poblacions més properes
El següent diagrama mostra les poblacions més properes.